# Конуэй (Южная Каролина)
Конуэй (англ. Conway) — город и административный центр округа Орри в штате Южная Каролина в Соединённых Штатах Америки.
Согласно результатам переписи населения США, проведённой в 2020 году, число жителей города составляло 24 849 человек, что, для такого небольшого населённого пункта, существенно больше (+ 45,3%), чем было во время предыдущей переписи прошедшей в 2010 году (17 103 человек).

## История
Конуэй является одним из старейших городов Южной Каролины. Первые английские колонисты называли сообщество «Кингс-Таун» (англ. Kings Town), но вскоре изменили название на «Кингстон» (англ. Kingston). Город был основан в 1732 году в рамках плана по созданию тауншипов королевского губернатора Роберта Джонсона. 
К 1770-м годам регион Южной Каролины, где располагался Кингстон, был преимущественно английским, хотя здесь также проживало небольшое количество гугенотов и шотландцев с ирландским происхождением. 
Многие жители Конуэй сражались в Американской революции, и небольшие стычки происходили недалеко от Кингстона, у Медвежьего утеса и у Чёрного озера. Фрэнсис Мэрион, известный как «Болотный Лис», разбил лагерь недалеко от Кингстона, на другом берегу реки Уоккамо. В районах Кингстона и Чарльз-Тауна в эпоху Войны за независимость США проживало больше консерваторов, чем во многих других колониальных американских городах.
Округ Орри был основан в 1801 году, а окружной суд разместился в Кингстоне. Позднее название «Кингстон» было изменено на «Конвейборо» в честь местного героя, генерала Роберта Конвея. В 1883 году Генеральная ассамблея Южной Каролины переименовала город в «Конвей».
В первой четверти XXI века население города увеличивалось рекордными темпами — почти в полтора раза за десятилетие.

## География
Конуэй расположен на прибрежной равнине Южной Каролины, на западном берегу реки Уоккамо, примерно в 23 километрах от Атлантического океана. 
В соответствии с данными указанными на сайте центрального статистического органа страны — Бюро переписи населения США, общая площадь города составляет 65,8 км², из которых 63,5 км² занимает суша, а 2,3 км² (3,54%) приходится на водную поверхность.

## Климат
Согласно данным представленным Национальной метеорологической службой США в городе Конуэй влажный субтропический климат с мягкой зимой и жарким, влажным летом. Местный климат позволяет таким растениям, как капуста, выживать до глубокой зимы, несмотря на недостаток света. В декабре, январе и феврале температура воздуха нередки в районе 60-70 градусов по Фарангейту. Весна начинается в марте, что типично для этого региона. Среди крупных мегаполисов, характеризующихся таким же климатом, как Конвей, можно назвать Монтгомери, штат Алабама, и Джексон, штат Миссисипи.